# Лобаново (Красноярский край)
Лобаново — упразднённая деревня в Канском районе Красноярского края России в составе Чечеульского сельсовета. Упразднена в 1998 году.

## География
Находилась на левом берегу протоки Лобановская реки Кан, в 3 км по прямой к северо-востоку от поселка Зелёный Луг.

## История
Распоряжением губернатора Красноярского края от 8 октября 1998 года № 563-П деревня исключена из учётных данных.